# Cornelia Sorabji

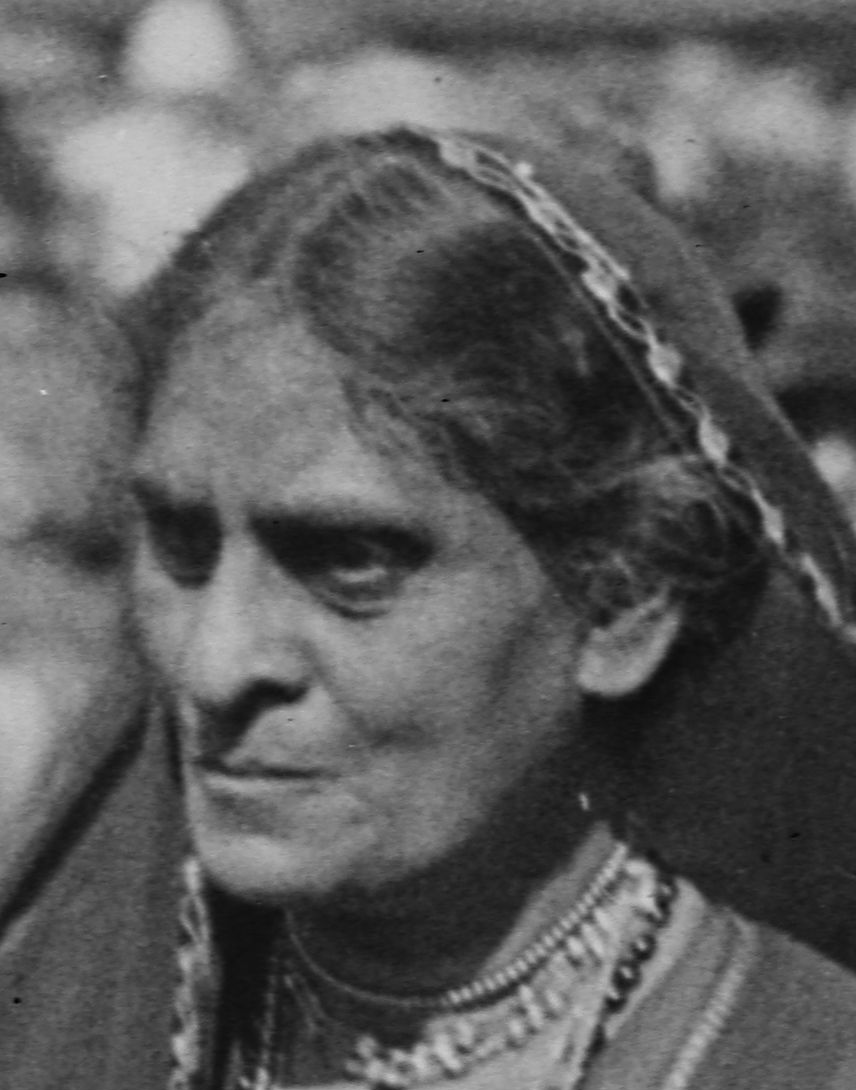
Cornelia Sorabji, 1924

Cornelia Sorabji  (* 15. November 1866 in Nashik, Indien; † 6. Juli 1954 in London, England) war eine Anwältin, Sozialreformerin und Autorin. Sie war die erste Frau, die die Bachelor of Civil Laws-Prüfung an der University of Oxford ablegte und die erste Anwältin in Indien.

## Leben und Werk
Sorabji war eines von neun Kindern von Francina Ford und dem christlichen Missionar Sorabji Karsedji. Ihre Mutter war im Alter von zwölf Jahren adoptiert und von einem britischen Ehepaar erzogen worden und half beim Aufbau mehrerer Mädchenschulen in Poona (heute Pune). Sorabji wurde zu Ehren ihrer Adoptiv-Großmutter Lady Cornelia Maria Darling Ford benannt. Ihre Kindheit verbrachte Sorabji zunächst in Belagavi und später in Pune. Sie erhielt ihre Schulausbildung zu Hause und an Missionsschulen.

## Juristische Karriere
Sie studierte als erste Studentin am Deccan College in Pune und war die erste Absolventin in Westindien. 1888 erhielt sie einen erstklassigen Abschluss in Literatur an der Bombay University, der sie als Mann zu einem Stipendium für ein Studium an einer britischen Universität berechtigt hätte. Stattdessen bekam sie einen Lehrauftrag am Gujarat College in Ahmadabad. 1888 kontaktierte sie die National Indian Association NIA, um Unterstützung zu einem Abschluss der Universitätsausbildung zu erhalten. Ebenso wie Florence Nightingale und Sir William Wedderburn trugen die Schriftstellerin Elizabeth Adelaide Manning, und andere dazu bei, dass sie 1889 am Somerville College in Oxford studieren konnte. Als sie in England ankam, wohnte sie bei der Sekretärin der National Indian Association Manning, die sie bei deren Besuch in Indien getroffen hatte. In Oxford entwickelte Sorabji eine dauerhafte Freundschaft mit dem Rektor des Baliol College, Benjamin Jowett, was ihr Zugang zu Mitgliedern der Oberschicht der britischen Gesellschaft verschaffte. Sie erhielt 1892 als erste Frau die Sondergenehmigung für die Prüfung zum Bachelor of Civil Law, wurde aber nicht zum Abschluss zugelassen, weil Frauen in Oxford dieses Recht erst 1919 erlangten.
Nach ihrer Rückkehr nach Indien 1894 engagierte sich Sorabji für die Purdahnashins. Diesen Frauen war es verboten mit der männlichen Außenwelt zu kommunizieren und sie durften keine männlichen Anwälte konsultieren. Vielfach besaßen diese Frauen beträchtliches Eigentum, hatten jedoch keinen Zugang zu der erforderlichen Rechtskompetenz, um es zu verteidigen. Sorabji erhielt die Sondergenehmigung, vor britischen Agenten der Fürstentümer Kathiawar und Indore in ihrem Namen Klagen einzureichen. Sie konnte die Frauen jedoch nicht vor Gericht verteidigen, da sie als Frau keine berufliche Stellung im indischen Rechtssystem hatte. In der Hoffnung, diese Situation zu beheben, unterzog sich Sorabji 1897 der LL.B-Prüfung an der University of Bombay und der Prüfung des Allahabad High Court. Trotzdem wurde Sorabji erst als Rechtsanwältin anerkannt, als das Gesetz, das Frauen das Praktizieren untersagte, 1923 geändert wurde.
1901 reiste Sorabji nach Großbritannien zurück, um eine Ernennung als Assistentin des Court of Wards zu erhalten, eine Position innerhalb der britischen Regierung in Nordindien, um Erben und deren Nachlässe zu schützen. 1904 erhielt sie diese Ernennung für Bengalen, Bihar und Orissa sowie Assam, wo sie den Purdahnashin Rechtshilfe in Bezug auf ihre Güter gewährte. So praktizierte sie, ohne die männliche Exklusivität in den Rechtsberufen in Frage zu stellen. Ihre Arbeit erforderte Fachwissen im muslimischen und hinduistischen Eigentumsrecht sowie Verhandlungsfähigkeiten.
Nach dem Inkrafttreten des Gesetzes Sex Disqualification (Removal) Act 1919 war Sorabji in Indien als Vakil zugelassen worden. 1922 konnte sie in Oxford ihren Abschluss in Rechtswissenschaften machen und 1923 wurde sie als zweite Inderin nach Mithan Jamshed Lam in die britische Anwaltskammer Lincoln’s Inn berufen. Nach dem Inkrafttreten des Legal Practitioners (Women) Act von 1923 in Indien praktizierte Sorabji in Kolkata (Kalkutta) und beriet und vertrat weiterhin die Purdahnashin und andere Kunden. Sie war jedoch zunächst von der Nutzung der Anwaltsbibliothek ausgeschlossen. Aufgrund männlicher Vorurteile und Diskriminierung beschränkte sie sich darauf, Stellungnahmen zu Fällen zu erstellen, anstatt sie vor Gericht zu vertreten.

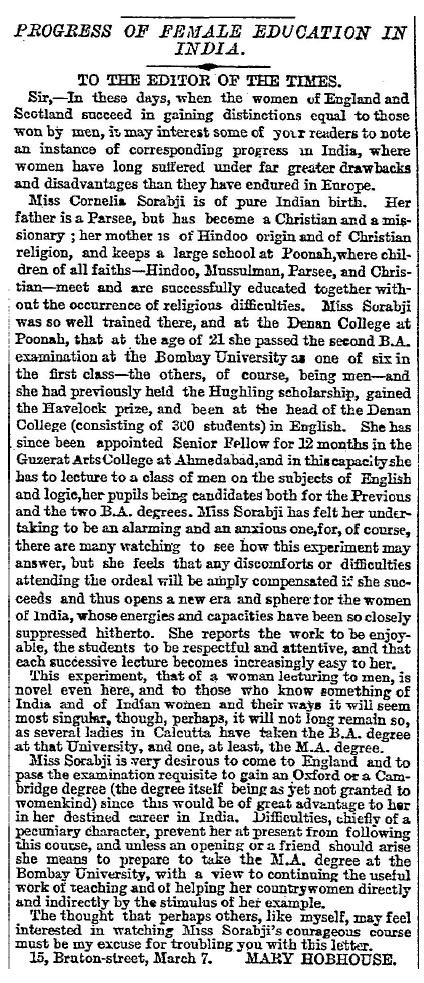
In The Times veröffentlichter Brief vom 13. April 1888 über Cornelia Sorabji

## Sozial- und Reformarbeit
Um die Jahrhundertwende war Sorabji an sozialen Reformen beteiligt. Sie war mit der bengalischen Abteilung des Nationalen Rates für Frauen in Indien, der Föderation der Universitätsfrauen und der bengalischen Liga für soziale Dienste für Frauen verbunden. Für ihre Verdienste um die indische Nation wurde sie 1909 mit der Kaisar-i-Hind-Goldmedaille ausgezeichnet. Zu Beginn ihrer Karriere hatte sie die Kampagne für die Unabhängigkeit Indiens unterstützt. Obwohl sie das traditionelle indische Leben und die traditionelle indische Kultur unterstützte, förderte Sorabji die Reform der hinduistischen Gesetze in Bezug auf Kinderehe und Sati. Sie arbeitete oft mit ihrer Reformkollegin und Freundin Ramabai Dongre Medhavi zusammen. Dennoch glaubte sie, dass der wahre Anstoß für den sozialen Wandel die Bildung war und dass die Wahlrechtsbewegung ein Misserfolg sein würde, bis die Mehrheit der Analphabetinnen Zugang dazu hatte.
In den späten 1920er Jahren hatte Sorabji jedoch eine entschlossene antinationalistische Haltung eingenommen und glaubte, dass die Briten in Indien sein müssten, um der hinduistischen Dominanz entgegenzuwirken. Bis 1927 war sie aktiv an der Förderung der Unterstützung des Imperiums und der Wahrung der Herrschaft des britischen Raj beteiligt. Sie bereiste Indien und die Vereinigten Staaten, um ihre politischen Ansichten zu verbreiten, was sie letztendlich die Unterstützung für spätere soziale Reformen kostete.

## Autorentätigkeit
Sorabji veröffentlichte neun Bücher, darunter zwei über den Purdahnashin. In den 1930er Jahren veröffentlichte sie zwei autobiografische Bücher. Darüber hinaus publizierte sie regelmäßig Artikel und Kommentare über Indien in britischen Fachzeitschriften und als Unterstützerin des britischen Raj in den 1930er und 40er Jahren veröffentlichte sie kritische Kommentare über Gandhis nationalistische Bewegung. Sie reiste auch nach Kanada und in die USA, um Gandhi zu kritisieren, und veröffentlichte ihre Ansichten in der amerikanischen Zeitschrift The Atlantic.
In den späten 1930er Jahren zog Sorabji dauerhaft nach Großbritannien und erlebte die Bombenangriffe auf London während des Zweiten Weltkriegs. Am Ende ihres Lebens litt sie an akutem Rheuma und war fast blind. Sie starb 1954 in London, einige Monate vor ihrem achtundachtzigsten Geburtstag.

## Ehrungen

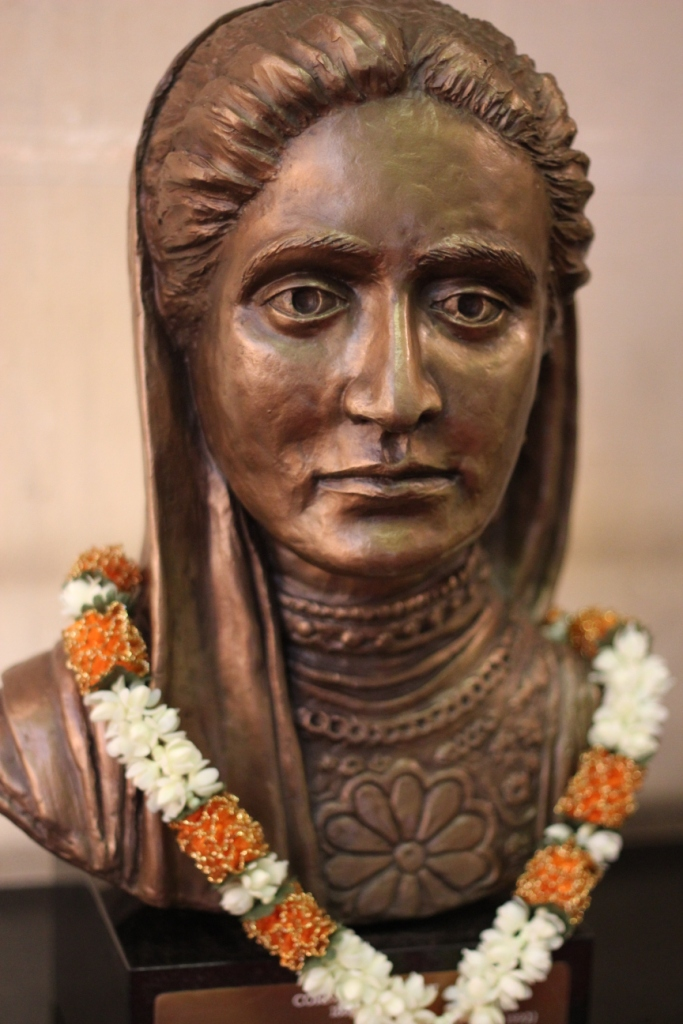
Cornelia Sorabji Büste in Lincoln's Inn

Sorabji war die erste Frau, die 1890 auf Einladung von Sir William Anson als Leserin in die Codrington Library des All Souls College in Oxford aufgenommen wurde. 2012 wurde eine Büste von ihr im Lincoln’s Inn in London enthüllt. Ein Google Doodle feierte am 15. November 2017 ihren 151. Geburtstag.

## Veröffentlichungen (Auswahl)
- 1901: Love and Life beyond the Purdah. London, Fremantle & Co.
- 1904: Sun-Babies: Studies in the Child-life of India. London, Blackie & Son.
- 1908: Between the Twilights: Being studies of India women by one of themselves. London, Harper.
- 1916: Indian Tales of the Great Ones Among Men, Women and Bird-People. Bombay, Blackie.
- 1917: The Purdahnashin. Bombay: Blackie & Son.
- 1918: Sun Babies: Studies in Colour. London: Blackie & Son.
- 1920: Shubala – A Child-Mother. Calcutta, Baptist Mission Press.
- 1924: Therefore: An Impression of Sorabji Kharshedji Langrana and His Wife Francina. London, Oxford University Press, Humphrey Milford.
- 1930: Gold Mohur: Time to Remember. London: Alexander Moring.
- 1932: Susie Sorabji, Christian-Parsee Educationist of Western India: A Memoir. London, Oxford University Press.
- 1934:  India Calling: The Memories of Cornelia Sorabji. London: Nisbet & Co.
- 1936: India Recalled. London, Nisbet & Co., 1936.